# Georg Vogeler

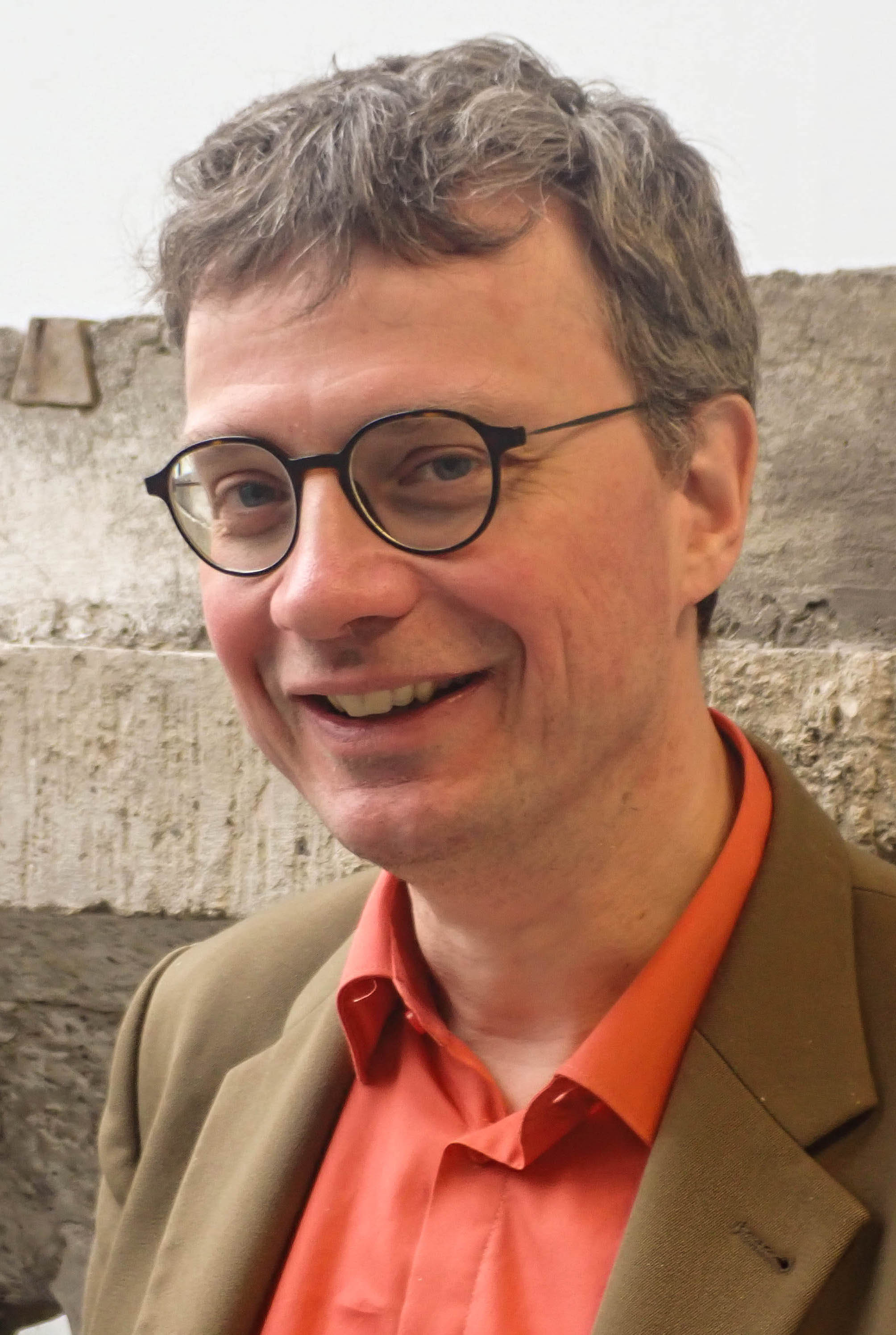
Georg Vogeler, aufgenommen von Thomas Wozniak im Jahr 2020

Georg Vogeler (* 30. Juli 1969 in Heidelberg) ist ein deutscher Historiker und seit 2016 Professor für Digital Humanities am Institut für digitale Geisteswissenschaften der Universität Graz.

## Leben und Wirken
Vogeler studierte von 1988 bis 1996 geschichtliche Hilfswissenschaften, Sozial- und Wirtschaftsgeschichte, lateinische Philologie des Mittelalters sowie öffentliches Recht an der Universität Freiburg und an der Universität München. Nachdem er das Studium als M.A. mit Auszeichnung abgeschlossen hatte, war er als wissenschaftlicher Assistent am Lehrstuhl für Geschichtliche Hilfswissenschaften der Universität München bei Walter Koch tätig. Im Jahr 2002 wurde er summa cum laude promoviert. Seine Dissertation Spätmittelalterliche Steuerbücher deutscher Territorien – Form und Funktion wurde neben Koch von Walter Jaroschka und Walter Ziegler betreut.
Von 2006 bis 2008 forschte er in Italien als Feodor-Lynen-Stipendiat der Alexander von Humboldt-Stiftung an der Università del Salento bei Hubert Houben am Projekt Studien zu Bedeutung und Gebrauch der Urkunden Kaiser Friedrichs II. bei ihren Empfängern. Anschließend kehrte Vogeler an die LMU nach München zurück und arbeitete dort zunächst erneut als Wissenschaftlicher Mitarbeiter, dann als Lehrbeauftragter für Historische Fachinformatik und Historische Hilfswissenschaften.
Vogeler verließ 2011 München, um nach einer kurzen Tätigkeit als Stipendiat des Deutschen Studienzentrums in Venedig an die Universität Graz zu wechseln, wo er am Zentrum für Informationsmodellierung zunächst als Universitäts-Assistent und ab 2014 als Assistenzprofessor beschäftigt wurde.
Im Jahr 2014 reichte Vogeler seine Habilitationsschrift über den zeitgenössischen Gebrauch der Urkunden Kaiser Friedrichs II. ein, die 2019 veröffentlicht wurde. Er wurde im Herbst 2016 von der Universität Graz auf den ersten Lehrstuhl Österreichs für Digital Humanities berufen. Seine Forschungsschwerpunkte liegen im spätmittelalterlichen Verwaltungsschriftgut, der digitalen Diplomatik und Edition, dem Urkundenwesen Kaiser Friedrichs II. sowie der Anwendung von Semantic-Web-Techniken in der geisteswissenschaftlichen Forschung.
Georg Vogeler ist Gründungsmitglied des Instituts für Dokumentologie und Editorik und seit 2006 technischer Direktor des Monasterium.net-Konsortiums, in dem er auch das Projekt Illuminierte Urkunden als Gesamtkunstwerk leitet. Von 2018 bis 2022 war er Forschungsdirektor am Austrian Centre for Digital Humanities der Österreichischen Akademie der Wissenschaften.

## Schriften (Auswahl)
Monographien
- Rechtstitel und Herrschaftssymbol. Studien zum Umgang der Empfänger in Italien mit Verfügungen Friedrichs II. (1194–1250) (= Bibliothek des Deutschen Historischen Instituts in Rom. Band 138). De Gruyter, Berlin u. a. 2019, ISBN 978-3-11-064539-2.
- Digitale Diplomatik. Neue Technologien in der historischen Arbeit mit Urkunden (= Diplomatik, Schriftgeschichte, Siegel- und Wappenkunde. Beiheft. Band 12). Böhlau, Köln u. a. 2009, ISBN 978-3-412-20349-8.

Herausgeberschaften
- mit Theo Kölzer, Franz-Albrecht Bornschlegel, Christian Friedl: De litteris, manuscriptis, inscriptionibus ... Festschrift zum 65. Geburtstag von Walter Koch. Böhlau, Wien u. a. 2006, ISBN 3-205-77615-1.